# ヤウ・ナイホイ
ヤウ・ナイホイ（游乃海、1968年4月14日 - ）は、香港の映画監督、脚本家。ジョニー・トーの作品で多くの脚本を手がけ、受賞も多数。2007年に『天使の眼、野獣の街』で監督デビューした。

## 監督作品
- 『天使の眼、野獣の街』（原題：跟蹤 Eye in the Sky、2007年）（監督・脚本）

## 主な脚本作品
太字は日本での劇場公開作品
| 年代 | 邦題 原題/英題                                                 | 監督                                     | 脚本                                                          | 備考                                                      |
| 1993 | 裸足のクンフー・ファイター 赤脚小子 The Bare-Footed Kid        | ジョニー・トー                           | （単独脚本）                                                  | 2008年DVD発売 （2008年に特集上映）                        |
| 1996 | 戦火の絆 天若有情III 烽火佳人 A Moment of Romance III          | ジョニー・トー                           | 邵麗瓊（サンディ・ショウ）と共同                              | 日本公開 1997年                                           |
| 1997 | ファイヤーライン 十萬火急 Lifeline                             | ジョニー・トー                           | （単独脚本）                                                  | 2008年DVD発売 （2008年に特集上映）                        |
| 1998 | ヒーロー・ネバー・ダイ 眞心英雄 A Hero Never Dies              | ジョニー・トー                           | ※司徒錦源（セット・カムイェン）と共同                         | 日本公開 1999年                                           |
| 1998 | デッドポイント〜黒社会捜査線〜 非常突然 Expect the Unexpected  | ジョニー・トー                           | ※司徒錦源、周燕嫻（トーレス・チョウ）と共同                   | DVDのみ （2005年発売）                                    |
| 1998 | ロンゲストナイト 暗花 The Longest Nite                         | パトリック・ヤウ                         | ※司徒錦源と共同                                               | 日本公開 1999年                                           |
| 1999 | 暗戦 デッドエンド 暗戦 Running Out of Time                     | ジョニー・トー                           | ※ロラン・クルティオ、ジュリアン・カーボンと共同               | 日本公開 2000年                                           |
| 1999 | （日本未公開） 再見阿郎 Where A Good Man Goes                  | ジョニー・トー                           | ※銀河創作組と共同                                             |                                                           |
| 1999 | ザ・ミッション 非情の掟 鎗火 The Mission                       | ジョニー・トー                           | ※ジョニー・トーと共同                                         | 日本公開 2001年                                           |
| 2000 | Needing You 孤男寡女 Needing You                               | ジョニー・トー ワイ・カーファイ          | ※ワイ・カーファイと共同                                       | 日本公開 2001年                                           |
| 2001 | ダイエット・ラブ 瘦身男女 Love on a Diet                       | ジョニー・トー                           | ※ワイ・カーファイと共同                                       | DVDのみ （2006年発売）                                    |
| 2001 | デッドエンド 暗戦リターンズ 暗戦2 Running Out of Time 2        | ジョニー・トー                           | ※歐健兒（オー・キンイー）と共同                               | ビデオ/DVDのみ （2003年発売）                             |
| 2002 | アンディ・ラウの麻雀大将 嚦咕嚦咕新年財 Fat Choi Spirit        | ジョニー・トー                           | ※ワイ・カーファイ、歐健兒と共同                               | ビデオ/DVDのみ （2003年発売）                             |
| 2002 | （日本未公開） 我左眼見到鬼 My Left Eye Sees Ghosts            | ジョニー・トー ワイ・カーファイ          | ※ワイ・カーファイ、歐健兒と共同                               |                                                           |
| 2003 | ターンレフト・ターンライト 向左走·向右走 Turn Left, Turn Right | ジョニー・トー ワイ・カーファイ          | ※ワイ・カーファイと共同                                       | 日本公開 2004年                                           |
| 2003 | マッスルモンク 大隻佬 Running On Karma                         | ジョニー・トー ワイ・カーファイ          | ※ワイ・カーファイ、歐健兒、葉天成（イップ・ティンシン）と共同 | 日本公開 2004年                                           |
| 2003 | PTU PTU                                                        | ジョニー・トー                           | ※歐健兒と共同                                                 | 日本公開 2005年                                           |
| 2003 | （日本未公開） 百年好合 Love For All Seasons                   | ジョニー・トー ワイ・カーファイ          | ※ワイ・カーファイ、歐健兒、葉天成、戴德廣と共同               |                                                           |
| 2004 | 柔道龍虎房 柔道龍虎榜 Throw Down                               | ジョニー・トー                           | ※歐健兒、葉天成と共同                                         | 日本公開 2006年                                           |
| 2005 | エレクション 黑社會 Election                                   | ジョニー・トー                           | ※葉天成と共同                                                 | 日本公開 2007年                                           |
| 2006 | エレクション 死の報復 黒社會 以和為貴 Election2                | ジョニー・トー                           | ※葉天成と共同                                                 | 2010年DVD発売 （DVD発売後特別上映）                       |
| 2007 | 天使の眼、野獣の街 跟蹤 Eye in the Sky                         | （兼監督）                               | ※歐健兒と共同                                                 | 日本公開 2009年                                           |
| 2007 | 強奪のトライアングル 鐵三角 Triangle                           | ジョニー・トー ツイ・ハーク リンゴ・ラム | ※半閒、耿啓文、鍾曉陽、歐健兒、葉天成と共同                   | 日本公開 2012年 （香港映画祭2007で上映後)                 |
| 2010 | 単身男女 独身の行方 單身男女 Don't Go Breaking My Heart        | ジョニー・トー                           | ※ワイ・カーファイ、陳偉斌、歐文傑と共同                       | （大阪アジアン映画祭2011、 2012東京・中国映画週間で上映)  |
| 2010 | 奪命金 奪命金 Life Without Principle                           | ジョニー・トー                           | ※葉天成、張家傑と共同                                         | 日本公開2013年 （第12回東京フィルメックスで上映後）       |
| 2012 | 高海抜の恋 高海拔之戀II Romancing In Thin Air                  | ジョニー・トー                           | ※ワイ・カーファイと共同                                       | （大阪アジアン映画祭2012で上映)                           |
| 2013 | ドラッグ・ウォー 毒戦 毒戰 Drug War                            | ジョニー・トー                           | ※ワイ・カーファイ、陳偉斌、余曦と共同                         | 日本公開2014年 （大阪アジアン映画祭2013で上映後)          |
| 2013 | 名探偵ゴッド・アイ 盲探 Blind Detective                        | ジョニー・トー                           | ※ワイ・カーファイ、陳偉斌、余曦と共同                         | 日本公開2014年（冬の香港中国エンターテイメント映画まつり) |
| 2016 | ホワイト・バレット 三人行 Three                                | ジョニー・トー                           | ※劉浩良、麦天枢と共同                                         | 日本公開2017年                                            |

## 主な受賞歴
デッドポイント〜黒社会捜査線〜
- 第5回香港電影評論学会大奨（1998年）最優秀脚本賞

暗戦 デッドエンド
- 第5回香港金紫荊奨（2000年）最優秀脚本賞

PTU
- 第40回金馬奨（2003年）最優秀脚本賞
- 第9回香港金紫荊奨（2004年）最優秀脚本賞

柔道龍虎房
- 第41回金馬奨（2004年）最優秀脚本賞

マッスルモンク
- 第23回香港電影金像奨（2004年）最優秀脚本賞
- 第10回香港電影評論学会大奨（2004年）最優秀脚本賞

エレクション
- 第42回金馬奨（2005年）最優秀脚本賞
- 第25回香港電影金像奨（2006年）最優秀脚本賞

天使の眼、野獣の街
- 第8回東京フィルメックス(2007年) 審査員賞特別賞「コダック VISION アワード」
- 第27回香港電影金像奨（2008年）最優秀新人監督賞
- 第14回香港電影評論学会大奨(2008年) 推薦電影